# Граничний стовпчик
Граничний стовпчик стрілочного переводу — дерев'яний або залізобетонний стовп певних розмірів і забарвлення, що встановлюється в середині міжколії там, де відстань між осями збіжних або розбіжних колій дорівнює 4100 мм — нормальній міжколійній відстані на перегонах. На станційних коліях, якими не здійснюється оборот рухомого складу габариту Т, а також на перевантажувальних коліях зі звуженою міжколією ця відстань може бути зменшена відповідно до 3810 або 3600 мм, на криволінійних ділянках вона повинна збільшуватися при зменшенні радіусу рейкової колії. Граничний стовпчик вказує місце, далі якого на колії не можна встановлювати (не може проходити) рухомий склад, що пересувається в напрямі стрілочного переводу або глухого перетину. На граничному стовпчику вказуються номери колій, між якими розташований стовпчик.